# 패스트푸드 네이션
《패스트푸드 네이션》(Fast Food Nation)은 리처드 링클레이터 감독의 2006년 드라마 영화이다. 영화 대본은 링클레이터와 에릭 쉴로서가 맡았으며, 2001년 베스트셀러 패스트푸드의 제국을 바탕으로 한다.

## 출연
- 그렉 키니어 (Greg Kinnear) - 돈 앤더슨
- 애슐리 존슨 (Ashley Johnson) - 앰버
- 카타리나 산디노 모레노 (Catalina Sandino Moreno) - 실비아
- 윌머 발데라마 (Wilmer Valderrama) - 라울
- 브루스 윌리스 (Bruce Willis) - 해리
- 에단 호크 (Ethan Hawke) - 피트
- 에이브릴 라빈 (Avril Lavigne) - 앨리스
- 패트리샤 아퀘트 (Patricia Arquette) - 신디
- 안나 클라우디아 타란콘 (Ana Claudia Talancon) - 코코

## 같이 보기
- 기업 (영화)